# Religioni in Suriname
Il cristianesimo è la religione più diffusa in Suriname. Secondo il censimento del 2012 (l'ultimo effettuato), i cristiani sono il 49,6% della popolazione e sono in maggioranza protestanti; la seconda religione è l'induismo, seguito dal 22,3% della popolazione; il 13,8% della popolazione segue l'islam; il 3,6% della popolazione segue altre religioni, il 7,5% della popolazione non segue alcuna religione e il 3,2% della popolazione non specifica la propria affiliazione religiosa. Una stima dell'Association of Religion Data Archives (ARDA) riferita al 2020 dà i cristiani al 51% della popolazione, gli induisti al 20,6% circa della popolazione e i musulmani al 15,9% circa della popolazione; il 2,1% circa della popolazione segue le religioni indigene tradizionali, il 5,6% circa della popolazione segue altre religioni e il 4,8% circa della popolazione non segue alcuna religione.

## Religioni presenti

### Cristianesimo
Secondo il censimento del 2012, i  protestanti sono la maggioranza dei cristiani e rappresentano il 23,6% della popolazione, mentre i cattolici rappresentano il 21,6% della popolazione e i cristiani di altre denominazioni il 4,4% della popolazione. Le stime dell'ARDA del 2020 danno invece in maggioranza i cattolici che rappresentano il 29% circa della popolazione, mentre i protestanti rappresentano il 14,6% della popolazione e i cristiani di altre denominazioni rappresentano il 7,4% circa della popolazione.
La maggioranza dei protestanti presenti in Suriname è costituita dai pentecostali, che precedono di poco i moraviani; sono presenti anche piccoli gruppi di luterani, calvinisti, battisti e avventisti del settimo giorno. 
La Chiesa cattolica è presente in Suriname con la diocesi di Paramaribo, suffraganea dell'arcidiocesi di Porto di Spagna sita a Trinidad e Tobago.
Fra i cristiani di altre denominazioni vi sono i Testimoni di Geova e la Chiesa di Gesù Cristo dei Santi degli Ultimi Giorni (i Mormoni).

### Induismo
L'induismo è stato introdotto da immigrati provenienti dall'India giunti per lavorare nelle piantagioni quando il Suriname era una colonia olandese. Nel Paese esistono molti templi induisti.

### Islam
L'islam è stato introdotto in Suriname da lavoratori provenienti dall'Asia meridionale e dall’Indonesia. La maggioranza dei musulmani surinamesi è sunnita; vi sono anche minoranze di sciiti, ahmadiyya e seguaci del sufismo.

### Religioni indigene e culti sincretisti
In Suriname le credenze religiose tradizionali degli indigeni sudamericani basate sull'animismo sono ancora seguite da una parte della popolazione. Tali credenze variano, ma hanno in comune la fede negli spiriti e il culto degli antenati. Fra le religioni afroamericane praticate in Suriname c’è il Winti.
Vi sono anche culti sincretisti come il giavanismo, che mette insieme credenze e pratiche induiste, buddhiste, islamiche e animiste.

### Altre religioni
In Suriname sono presenti anche il bahaismo, l'ebraismo, il buddhismo, il giainismo e la religione tradizionale cinese; vi sono anche gruppi di seguaci dei nuovi movimenti religiosi.